# Ufficio gallese
L'Ufficio gallese (in gallese Swyddfa Gymreig, in inglese Welsh Office) fu un dipartimento del governo del Regno Unito.
Istituito a ottobre 1964, a seguito del processo di devoluzione di fine XX secolo messo in atto da Tony Blair gran parte dei suoi poteri fu trasferita all'Assemblea nazionale per il Galles e soppresso.
In sostituzione fu istituito l'Ufficio per il Galles con minori poteri.

## Segretari
- Sir Goronwy Daniel (dal 1964 al 1969)
- Sir Idwal Pugh (dal 1969 al 1971)
- Sir Hywel Evans (dal 1971 al 1980)
- Sir Trevor Hughes (dal 1980 al 1985)
- Sir Richard Lloyd (dal 1985 al 1993)
- Sir Michael Scholar (dal 1993 al 1996)
- Rachel Lomax (dal 1996 al 1999)
- Sir Jon Shortridge (dal maggio al luglio 1999)